# Пхонгсалі (район)
Пхонгсалі — місто на правах району (лаос. ເມືອງ муанг), адміністративний центр провінції Пхонгсалі, Лаос.

## Географія
Пхонгсалі — найпівнічніша з-поміж столиць лаоських провінцій.

### Клімат
Місто знаходиться у зоні, котра характеризується вологим субтропічним кліматом. Найтепліший місяць — червень із середньою температурою 25.4 °C (77.7 °F). Найхолодніший місяць — січень, із середньою температурою 16.5 °С (61.7 °F).
| Клімат Пхонгсалі        | Клімат Пхонгсалі | Клімат Пхонгсалі | Клімат Пхонгсалі | Клімат Пхонгсалі | Клімат Пхонгсалі | Клімат Пхонгсалі | Клімат Пхонгсалі | Клімат Пхонгсалі | Клімат Пхонгсалі | Клімат Пхонгсалі | Клімат Пхонгсалі | Клімат Пхонгсалі | Клімат Пхонгсалі |
| Показник                | Січ.             | Лют.             | Бер.             | Квіт.            | Трав.            | Черв.            | Лип.             | Серп.            | Вер.             | Жовт.            | Лист.            | Груд.            | Рік              |
| Середня температура, °C | 16,5             | 18,1             | 20,7             | 23,4             | 25               | 25,4             | 25,2             | 25               | 24,5             | 22,7             | 19,7             | 16,7             | 21,9             |
| Норма опадів, мм        | 27.9             | 25.5             | 40.3             | 96.9             | 192.1            | 271.3            | 366.7            | 352.6            | 195.2            | 119.7            | 64.4             | 31               | 1783.6           |
| Днів з опадами          | 5,2              | 4,8              | 6                | 11,6             | 16               | 20               | 23,1             | 24,5             | 17,7             | 12,6             | 7,6              | 4,8              | 153,9            |
| Вологість повітря, %    | 78.9             | 73.3             | 68.3             | 69.7             | 76               | 81.9             | 84.5             | 85.4             | 83.8             | 83.7             | 82.1             | 81.1             | 79.1             |
| ----------------------- | ---------------- | ---------------- | ---------------- | ---------------- | ---------------- | ---------------- | ---------------- | ---------------- | ---------------- | ---------------- | ---------------- | ---------------- | ---------------- |
| Джерело: Weatherbase    |                  |                  |                  |                  |                  |                  |                  |                  |                  |                  |                  |                  |                  |